# Open Heart Zoo
Open Heart Zoo è il primo album di Martin Grech.

## Tracce
1. Here It Comes – 5:02
2. Open Heart Zoo – 5:20
3. Dalí – 5:38
4. Tonight – 5:07
5. Push – 4:59
6. Only One Listening – 4:51
7. Notorious – 4:55
8. Penicillin – 4:47
9. Catch Up – 3:46
10. Twin – 4:41
11. Death of a Loved One – 20:50*

- Alla fine della traccia ci sono 10:05 minuti di silenzio dopo i quali parte un'altra canzone intitolata Ill